# EchoStar 18
EchoStar 18 — геостационарный спутник связи, принадлежащий американскому спутниковому оператору, компании EchoStar. Предназначен для предоставления телекоммуникационных услуг для Континентальных штатов, Аляски и Гавайев. Непосредственным провайдером услуг является компания Dish Network.
Будет располагаться на орбитальной позиции 110° западной долготы и предназначен для замены спутника EchoStar 10, который находится в этой точке стояния.
Запущен 18 июня 2016 года, совместно со спутником BRIsat, ракетой-носителем Ариан-5.

## Аппарат
Построен на базе космической платформы SSL-1300 компанией Space Systems/Loral. Электроснабжение обеспечивают два крыла солнечных батарей и аккумуляторные батареи. Мощность спутника — 13 кВт. Двигательная установка включает основной (апогейный) двигатель и систему гидразиновых двигателей малой тяги для орбитального маневрирования. Ожидаемый срок службы — более 15 лет. Стартовая масса спутника составляет 6300 кг.

### Транспондеры
На спутник установлены 61 транспондер Ku-диапазона.

### Покрытие
Спутник EchoStar 18 будет обеспечивать непосредственное спутниковое вещание потребителям Континентальных штатов, Аляски и Гавайев.

## Запуск
Оператор запуска спутника, компания Arianespace сообщила, что этот запуск является рекордным для ракеты-носителя Ариан-5 по выводимой на геостационарную орбиту полезной нагрузке. Вместе со спутником BRIsat, вес двух спутников при запуске составит 9840 кг, а с добавлением веса адаптеров полезной нагрузки ACU и Sylda 5 — 10 731 кг.
Запуск, запланированный на 8 июня 2016 года, был отложен за сутки до старта из-за выявления неполадок топливной магистрали, через которую в верхнюю ступень ракеты-носителя перед запуском закачивают криогенное топливо из наземных цистерн.
Повторная попытка запуска, изначально назначенная на 16 июня была отложена ещё на сутки, для завершения работ по замене и настройке оборудования стартовой площадки. Спустя сутки, 17 июня, старт был прерван из-за неудовлетворительных метеоусловий (сильный ветер на больших высотах).
Запуск ракеты-носителя Ариан-5 состоялся 18 июня 2016 года в 21:38 UTC со стартового комплекса ELA-3 на космодроме Куру. Спустя 29 минут после запуска спутник EchoStar 18 был выведен на геопереходную орбиту с показателями 246 × 35 673 км, наклонение 5,86°.